# David M. Walker
David Mathieson Walker, född 20 maj 1944 i Columbus i Georgia, död 23 april 2001 i Houston i Texas i cancer. Han var en amerikansk astronaut uttagen i astronautgrupp 8 den 16 januari 1978.

## Familjeliv
Walker var fram till sin död gift med Paige Lucas. Innan hade han varit gift med Patricia A. Shea med vilken han hade två barn.

## Karriär
Walker lämnade NASA 15 april 1996.

## Rymdfärder
- STS-51-A/Discovery
- STS-30/Atlantis
- STS-53/Discovery
- STS-69/Endeavour

## Rymdfärdsstatistik
| Färd     | Datum                 | Tid       | EVA     |
| -------- | --------------------- | --------- | ------- |
| STS-51-A | 8 - 16 november 1984  | 191:44:56 | 0:00:00 |
| STS-30   | 4 - 8 maj 1989        | 96:56:27  | 0:00:00 |
| STS-53   | 2 - 9 december 1992   | 175:19:47 | 0:00:00 |
| STS-69   | 7 - 18 september 1995 | 260:28:56 | 0:00:00 |
| Totalt   | Totalt                | 724:30:06 | 0:00:00 |